# 生政治
生政治（せいせいじ biopolitics）とはミシェル・フーコーが提案した支配の概念である。

## 概要
現代社会の支配体系の特徴として、例えば政府等の国家が市民を支配する際に、単に法制度等を個人に課すだけではなく、市民一人ひとりが心から服従するようになってきたとして、個人への支配の方法がこれまでの「政治」からひとりひとりの「生政治」にまで及ぶようになったと説明する。これを「生政治学（Bio-politics）」という。これはフーコーの著書『監獄の誕生』の中で言及される主要な概念のひとつで、この例を示すために、「パノプティコン」の例がよく使われる。
近代国民国家の支配の方法として、法制度といったものを「外的」に制定するだけではなく、法制度を「倫理」として各個人の「内的」な意識レベルまでに浸透させるようになってきたと説明する。
彼は後に、支配が各個人の倫理レベルにまで及ぶとする一方で、その支配に対する「抵抗」もまた人それぞれであるとした議論を『性の歴史』で展開し、この議論はこれまでの集団主義的、マルクス主義的な社会運動とは違う個人の意識をより尊重する事を主張するポストマルクス主義や新しい社会運動、さらにはゲイ・レズビアン運動といった主義や運動の存在根拠として言及される。
2019年以降のCOVID-19騒動で注目された言葉である。この騒動では、市民側が「生政治をもっと厳密に行え」「我々を統治せよ」と要求するという状況が生じた。